# Sven-Arne Svenungsson
Harald Sven-Arne Svenungsson, född den 3 september 1942 i Grinneröds församling, Göteborgs och Bohus län, död den 19 mars 2005 i Kungshamns församling, Västra Götalands län, var en svensk präst.

## Biografi
Svenungsson var son till riksdagsmannen Arne Svenungsson och växte upp på gården Quatroneröd i Stenungsund. Han avlade teologie kandidatexamen vid Lunds universitet 1971 och blev kyrkoherde i Kungshamns pastorat 1976. Svenungsson var kontraktsprost i Vikornes södra 1980–2000. Han var extra ordinarie hovpredikant och ordförande i Kyrklig samling. Svenungsson stod på tredje förslagsrummet vid biskopsvalet i Göteborgs stift 1991. Han utgav konfirmandboken Med Jesus genom livet som gavs ut i sex upplagor mellan 1980 och 1992.

### Familj
Sven-Arne Svenungsson är bror till författaren och själavårdaren Erland Svenungsson och far till journalisten Magnus Svenungsson.
Svenungsson vilar på Backa gamla kyrkogård.